# Apai Quest
 (mai 2019).
Si vous disposez d'ouvrages ou d'articles de référence ou si vous connaissez des sites web de qualité traitant du thème abordé ici, merci de compléter l'article en donnant les références utiles à sa vérifiabilité et en les liant à la section « Notes et références ».
Cette page contient des caractères thaïs. En cas de problème, consultez Aide:Unicode ou testez votre navigateur.
Apai Quest (Thaï : อภัยมณี ซาก้า) est une série de bandes dessinées thaïs écrite et illustrée par Supot A. Elle a été initialement publiée en Thaïlande dans le magazine Boom de NED Comics. L'histoire a été adaptée du poème épique thaïlandais Phra Aphai Mani de Sunthorn Phu, un poète légendaire.
Aussi connu sous son titre anglophone Apaimanee Saga, il s'agit de la première bande dessinée thaïlandaise publiée à l'étranger.

## Résumé
Elle suit les aventures d'un groupe de personnages qui explorent et utilisent des technologies avancées basées sur l'IA pour résoudre des problèmes et relever des défis.
L'histoire tourne autour d'un protagoniste principal, APAI, un personnage informatique doté d'une intelligence artificielle avancée qui accompagne les autres personnages dans leurs quêtes. Ensemble, ils affrontent divers obstacles, défient les antagonistes et explorent les possibilités de l'IA dans un monde plein de mystères et d'aventures.
La série "APAI Quest" est populaire en Thaïlande et a suscité l'intérêt des spectateurs pour les applications pratiques de l'intelligence artificielle dans la vie quotidienne. Elle offre également un divertissement captivant avec son mélange unique d'action, de suspense et de technologie futuriste.

## Personnages
Apaimanee (มณี)
Premier héritier de Rattana, il est le premier fils de Thao Srisutat et de Pratumkesorn. Il était habile en Pi. Il a été mis en cage par le diable de l'eau et aidé par le clan de la sirène.
Srisuwan (สุวรรณ)
Deuxième héritier de Rattana, il est le deuxième fils de Thao Srisutat et de Pratumkesorn. Il s'est qualifié à Krabong pour vaincre Thao Utain.
Keawkatesara (เก ษ)
La princesse de Romemajak, elle est une amoureuse de Srisuwan.
Démon gardien (สมุทร)
La reine du diable de l'eau, elle est née de l'âme de 500 filles vierges.
Sinsamoot (สมุทร)
Fils d'Apaimanee et de Guardian Demon, il dispose d'un pouvoir immense.
Mira (ร่า)
La sirène des dauphins qui a amené Apaimanee à Guardian Demon à Ko Kaew Pitsadan. Elle est une fille de Uros, le roi du clan de la sirène.